# Bissone
Bissone (äldre tyskt namn: Byssen) är en ort och kommun i distriktet Lugano i kantonen Ticino i Schweiz. Kommunen har 955 invånare (2023).
Bissone gränsar till den italienska exklaven Campione d'Italia.
Orten ligger vid Luganosjön och har ett gammalt historiskt centrum med torg som är en del av Inventars schützenswerter Ortsbilder der Schweiz (ISOS).